# 河神庙乡
河神庙乡，是中华人民共和国山西省长治市屯留区下辖的一个乡镇级行政单位。

## 行政区划
河神庙乡下辖以下地区：
河神庙村、圪套村、庄沟村、陡沟村、王墓岭村、辛庄村、枣庄村、刘家庄村、姚家岭村、苗岳村、西曲村、西故县村、中城村、范家沟村、西坡村、枣臻村、仁家庄村、庙儿沟村、仝家庄村、梨树庄村、西沟村、柏盛村、店上村、司家沟村、马家村、西阳村、棘后村、东阳村、宽沟村、龙王沟村和圪寺村。